# Domenico Antonio Fiorentini
Domenico Antonio Fiorentini (Sermoneta, 4 novembre 1747 – Roma, 26 aprile 1820) è stato un pittore italiano.

## Biografia
Nel mese di dicembre del 1768 decise di trasferirsi a Roma. Da questo si desume che la sua formazione sia avvenuta in quella città, frequentata da una moltitudine di artisti che lavoravano per la corte papale.
Il suo primo dipinto di cui si ha notizia è Il miracolo del beato Tommaso da Cori ubicato nella chiesa di Santa Maria della Pietà di Cori. Questo dipinto dovrebbe essere posteriore al 1786, data della beatificazione del personaggio rappresentato.
Della sua produzione di fine secolo rimangono una raffigurazione di Apollo dipinta a palazzo Altieri nel 1792 e il dipinto San Francesco e San Bonaventura realizzato nel 1796 per la chiesa di San Bartolomeo all'Isola.
Dei suoi lavori realizzati nel XIX secolo si ricordano San Francesco riceve le stimmate e Morte di San Francesco, realizzati nei primi anni del secolo. Risultano poi lavori eseguiti per i carri allegorici romani durante i Carnevale degli anni 1803 e 1804. Dal 1805 il pittore operò presso la chiesa dei Santi Quirico e Giulitta realizzando degli affreschi, andati poi perduti, documentati da una lapida posta all'interno della chiesa.
Tre delle sue opere vennero esposte al Campidoglio, nel 1809, in una mostra svoltasi durante l'era napoleonica. In seguito, nel 1812, appare fra gli artisti che eseguirono lavori di restauro presso il Palazzo del Quirinale e questa è l'ultima notizia certa sulla sua attività artistica.